# Matthias van Larebeke
Matthias Ambrosius van Larebeke (Gent, 1763 - Jabbeke, 15 september 1803) of Van Laerebeke was een Zuid-Nederlands verzamelaar.

## Levensloop
Matthias van Larebeke was een zoon van Ambrosius Joseph van Larebeke (Gent, 1727-1807), advocaat en heer van Ter Brugge of Ter Brugghen en van Angelina Francisca van Hamme (Gent, 1734-1766), vrouw van Steenpoort, behorende tot een familie van grootgrondbezitters. Hij woonde als vrijgezel op een kasteel in Jabbeke, geërfd van de familie Van Hamme. 
Angelina van Hamme overleed toen ze pas 32 was en de twee zoons erfden van haar gronden in Sint-Gillis-bij-Dendermonde, Deerlijk, Nederbrakel, Welden, Hasselt, Nieuwerkerken, Grimbergen, Lebbeke, Buggenhout, Overmere, Dendermonde, Wichelen enz.
Tijdens zijn korte leven bracht Matthias een omvangrijke verzameling bijeen van boeken en handschriften die gewijd waren aan genealogie, heraldiek, geschiedenis en grafschriften, naast literaire werken. Hij was ook botanicus en legde een verzameling aan van bloemen, planten en fruitbomen.
Over hem werd geschreven dat hij in 1786, hij was toen 23, een eigen patriottenlegertje organiseerde. Nadien geraakte hij aan de drank en werd door zijn familie onder voogdij geplaatst.
Van Larebeke kon niet met zijn fortuin omgaan en leed voortdurend onder een tekort aan liquide middelen. Het was niet ongewoon dat edellieden met kleinere of grotere vertragingen hun aankopen vereffenden, maar hij was hierin blijkbaar kampioen. Zijn geldproblemen brachten mee dat hij regelmatig van zijn vader voorschotten op zijn erfenis moest krijgen en dat hij leende bij zijn tante, de grondeigenares Maria Eleonora van Hamme. Ook bij de notaris van de familie Van Larebeke, Johannes de Gheldere (Brugge, 1762 - Male, 1811) had hij een flinke schuld, waarvoor hij als zekerheid sommige van zijn handschriften in pand gaf.
Toen hij overleed brachten zijn vader en zijn broer alles wat aan Matthias toebehoorde naar openbare veilingen. De verzameling botanica werd, twee weken na zijn dood, op 30 september 1803 geveild ten huize van de bloemist Petrus Fleurman (Brugge, 1765-1826). De boeken en handschriften werden op 12 maart 1805 geveild onder de leiding van Joseph De Busscher (1741-1824) en zijn zoon Guillaume De Busscher (1774-1852).

## De grafschriften
Matthias Van Larebeke interesseerde zich voor de teksten op de graven die talrijk werden aangetroffen in de kerken en kloosters van Brugge.
Hij begon met de grafschriftenverzameling van Ignace-Michel de Hooghe in bruikleen te nemen en af te schrijven. Hij vulde ze aan met een paar nieuwe boekdelen. Alles werd ingebonden en het is deze collectie die als verzameling de Hooghe - Van Larebeke in de openbare bibliotheek van de stad Brugge is terechtgekomen. 
Het deel I werd in 1805 tijdens de openbare verkoping geveild. De vijf volgende waren in pand gegeven aan notaris De Gheldere. Hij hield ze voor zich en verving zelfs de naam van Van Larebeke als auteur door zijn eigen naam. 
Op een of andere manier werden deze volumes eigendom van Josephus Huys (Brugge, 1757-1823), ontvanger van de stedelijke begraafplaats, die er ook in slaagde ze weer met Deel I te verenigen. Toen hij in geldnood kwam, gaf hij ze na 1814 in pand aan burgemeester Karel Aeneas de Croeser, die er volle eigenaar van werd en ze in 1825 aan de bibliotheek van de stad Brugge schonk.

## Wapenboek

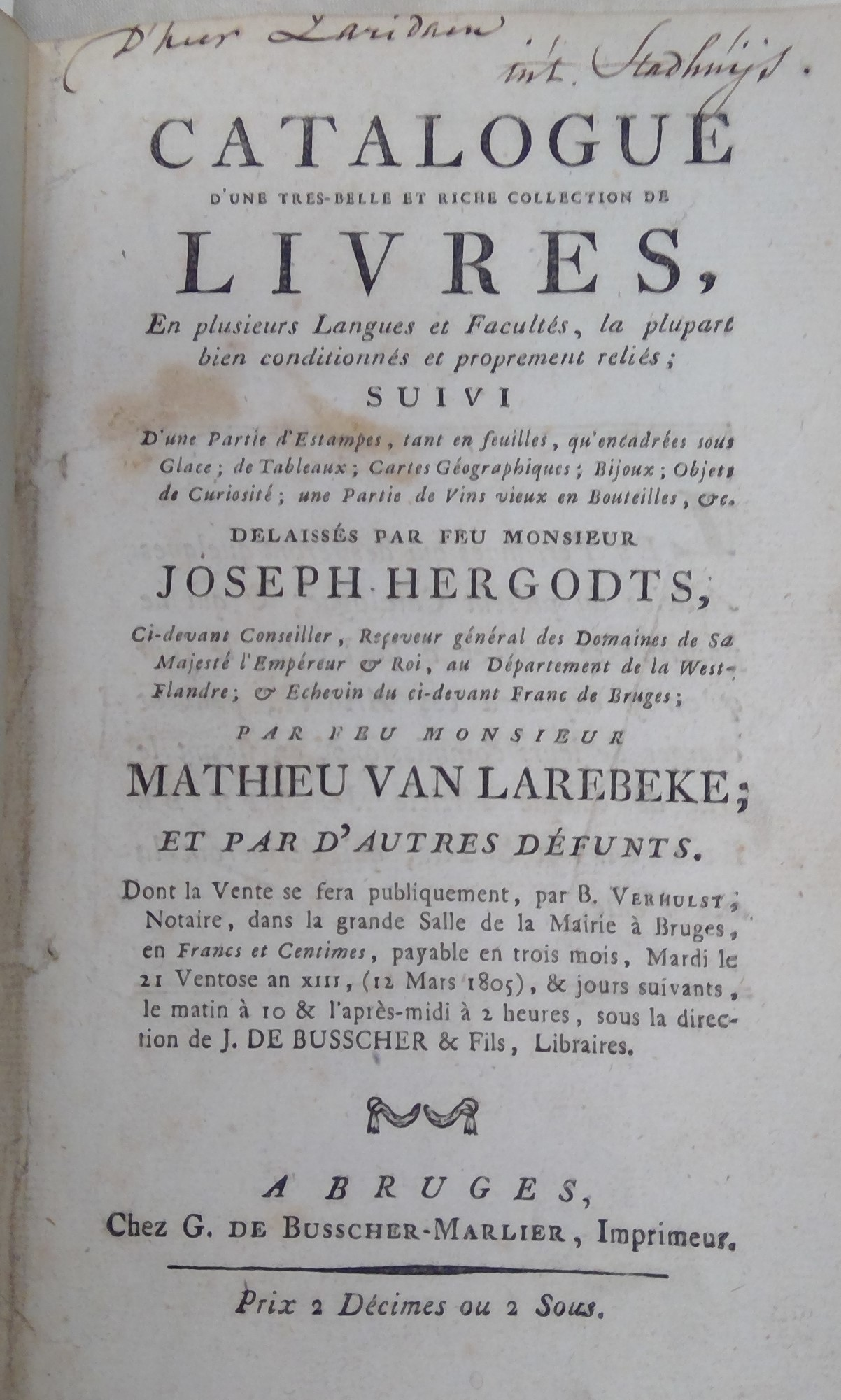
Titelpagina van de Brugse veilingcatalogus van Matthias van Larebeke en Jozef Hergodts uit 1805, gedrukt bij De Busscher-Marlier in Brugge. Bewaard in de Openbare Bibliotheek Brugge.

Naast zijn grafschriftenverzameling, stelde van Larebeke ook een indrukwekkend 'Wapenboek' samen, dat uit acht in schildpaddenleer ingebonden banden bestond.
Het droeg als titel Den Boomgaard der Wapenen, behelzende de Wapenen van veele Edele Huyzen van deze Neder- en omliggende Landen, wezende dit Werk al zoo nieuw als profitelijk voor alle Beminders van het Edele Exercitie der Wapenen. Vermoedelijk is dit gebaseerd op het gelijknamige werk van Jan Lautte, gepubliceerd in Gent door Gheraert Salenson in 1567.
Het werk komt voor op de catalogus van de veiling die door vader en zoon De Busscher in 1805 werd georganiseerd, en waarop, naast de boeken en andere preciosa van Jacques-Joseph Herregodts de Nieuwmunster en van een paar andere niet nader vermelde personen, ook de bibliotheek van Matthias van Larebeke werd verkocht.
Dit Wapenboek is tegenwoordig niet meer terug te vinden.

## Afstamming
- Michiel van Larebeke (†1624) x Marie van den Haute (†1625)
  - Livinus van Larebeke (1615-1687) x Marie Melis (†1652)
    - Pieter van Larebeke (1649-1708) x Joosine Baeckelandt
      - Pieter Judocus van Larebeke (1690-1759) x Isabella Raemdonck (1698-1754)
        - Egidius van Larebeke (1721-1788) x Jeanne Matelé (†1816)
          - Marie van Larebeke (1765-1845) x André van den Bogaerde (1759-1845), gouverneur van Noord-Brabant

        - Ambrosius Van Larebeke (1727-1807) x Angelina van Hamme (1734-1766)
          - Matthias van Larebeke (1763-1803)
          - Egidius van Larebeke (1764-1847) x Jeanne Soenens (1759-1826)

## In Jabbeke
- Het kasteelgoed in Jabbeke behoorde in de 14de eeuw aan Iwein van Straeten en in de 15e-16e eeuw aan de familie van Haveskerke. In de 17e eeuw was Petrus van Caloen de eigenaar. In de 18e eeuw werd het geërfd door een Van Hamme en werd vervolgens geërfd door Ambrosius van Larebeke en zijn zoons.
- Het kasteel van Larebeke werd na de dood van Matthias eigendom en gedeeltelijk bewoond door zijn broer Egidius van Larebeke (Gent, 1764 - Deinze, 1847). Hij schonk talrijke schilderijen aan de kerk van Jabbeke.
- Het landgoed werd in 1848 verkocht aan de familie du Bus de Gisignies, die in 1860-62 een nieuw en kleiner kasteel bouwde en het vervallen oude kasteel sloopte. Chrétien du Bus de Gisignies (1845-1883) overleed er. Het kasteel werd geërfd door Godelieve du Bus de Gisignies (Jabbeke, 1882 - Brussel, 1976), die de tweede echtgenote was van Maximilien de Renesse (1867-1951) en langs wie, bij gebrek aan mannelijke afstammelingen Du Bus, het kasteel werd geërfd door de familie de Renesse.
- Het kasteel de Renesse werd in 1967 op zijn beurt gesloopt en maakte plaats voor het Flamincka Park, een verkaveling met grote villa's.
- In de verkaveling werd aan een straat de naam Van Larebekelaan gegeven.